# Doryopteris nobilis
Doryopteris nobilis là một loài thực vật có mạch trong họ Adiantaceae. Loài này được (T. Moore) C. Chr. miêu tả khoa học đầu tiên năm 1905.